# Synthèse linéaire
En chimie, le terme synthèse linéaire  se réfère à une méthode de synthèse chimique de composés organiques ou inorganiques.

## Description
Une synthèse linéaire consiste en une série de réactions chimiques consécutives, durant laquelle un précurseur (A) est converti en un produit final (E) en passant généralement par de multiples intermédiaires (B, C et D) :
{\displaystyle \mathrm {A\ \longrightarrow \ B\ \longrightarrow \ C\ \longrightarrow \ D\ \longrightarrow \ E} }
Si l'on suppose que le rendement de chaque étape de réaction individuelle est de 50%, le rendement global de cette synthèse n'est que de 6,25%. Une synthèse convergente peut remédier à ce problème. En outre, une synthèse convergente présente l'avantage majeur qu'il y a moins de chance d'échec. Si la dernière réaction (de D à E) échoue avec une synthèse linéaire, la synthèse complète doit être recommencée.